# Medibank International 2005 - Qualificazioni singolare maschile
Le qualificazioni del singolare maschile del Medibank International 2005 sono state un torneo di tennis preliminare per accedere alla fase finale della manifestazione. I vincitori dell'ultimo turno sono entrati di diritto nel tabellone principale. In caso di ritiro di uno o più giocatori aventi diritto a questi sono subentrati i lucky loser, ossia i giocatori che hanno perso nell'ultimo turno ma che avevano una classifica più alta rispetto agli altri partecipanti che avevano comunque perso nel turno finale.
Le qualificazioni del torneo Medibank International 2005 prevedevano 32 partecipanti di cui 4 sono entrati nel tabellone principale.

## Teste di serie
1. Hyung-Taik Lee (secondo turno)
2. Ivo Karlović (primo turno)
3. Jarkko Nieminen (ultimo turno)
4. Irakli Labadze (primo turno)

1. Álex Calatrava (primo turno)
2. Jan-Michael Gambill (ultimo turno)
3. Santiago Ventura (Qualificato)
4. Arnaud Clément (Qualificato)

## Qualificati
1. Luke Bourgeois
2. Santiago Ventura

1. Arnaud Clément
2. Ivo Minář

## Tabellone

### Legenda
| - Q = Qualificato - WC = Wild card - LL = Lucky loser | - ALT = Alternate - SE = Special Exempt - PR = Protected Ranking | - w/o = Walkover - r = Ritirato - d = Squalificato |

### Sezione 1
|  | Primo turno     | Primo turno      | Primo turno      | Primo turno | Primo turno |  |  | Secondo turno   | Secondo turno   | Secondo turno   | Secondo turno   | Secondo turno   |    |   | Ultimo turno   | Ultimo turno   | Ultimo turno   | Ultimo turno | Ultimo turno |  |
|  |                 |                  |                  |             |             |  |  |                 |                 |                 |                 |                 |    |   |                |                |                |              |              |  |
|  | 1               | Hyung-Taik Lee   | Hyung-Taik Lee   | 6           | 7           |  |  |                 |                 |                 |                 |                 |    |   |                |                |                |              |              |  |
|  |                 | Jeff Salzenstein | Jeff Salzenstein | 2           | 65          |  |  | 1               | Hyung-Taik Lee  | Hyung-Taik Lee  | 7               | 0r              |    |   |                |                |                |              |              |  |
|  | Luke Bourgeois  | Luke Bourgeois   | Luke Bourgeois   | 6           | 6           |  |  |                 | Luke Bourgeois  | Luke Bourgeois  | 5               | 1               |    |   |                |                |                |              |              |  |
|  | Robert Smeets   | Robert Smeets    | Robert Smeets    | 2           | 4           |  |  |                 |                 |                 |                 |                 |    |   | Luke Bourgeois | Luke Bourgeois | Luke Bourgeois | 7            | 7            |  |
|  | Alexander Waske | Alexander Waske  | Alexander Waske  | 7           | 6           |  |  |                 |                 | Alexander Waske | Alexander Waske | Alexander Waske | 65 | 5 |                |                |                |              |              |  |
|  | Nathan Healey   | Nathan Healey    | Nathan Healey    | 64          | 4           |  |  | Alexander Waske | Alexander Waske | Alexander Waske | 6               | 6               |    |   |                |                |                |              |              |  |
|  |                 | Vince Mellino    | Vince Mellino    | 4           | 2           |  |  | Vince Mellino   | Vince Mellino   | Vince Mellino   | 4               | 4               |    |   |                |                |                |              |              |  |
|  | 5               | Álex Calatrava   | Álex Calatrava   | 6           | 0r          |  |  |                 |                 |                 |                 |                 |    |   |                |                |                |              |              |  |

### Sezione 2
|  | Primo turno        | Primo turno        | Primo turno        | Primo turno | Primo turno |  |  | Secondo turno  | Secondo turno      | Secondo turno      | Secondo turno    | Secondo turno    |   |   | Ultimo turno | Ultimo turno | Ultimo turno | Ultimo turno | Ultimo turno |  |
|  |                    |                    |                    |             |             |  |  |                |                    |                    |                  |                  |   |   |              |              |              |              |              |  |
|  |                    | Roko Karanušić     | 7                  | 62          | 7           |  |  |                |                    |                    |                  |                  |   |   |              |              |              |              |              |  |
|  | 2                  | Ivo Karlović       | 63                 | 7           | 6(1)        |  |  | Roko Karanušić | Roko Karanušić     | Roko Karanušić     | 5                | 62               |   |   |              |              |              |              |              |  |
|  | Noam Okun          | Noam Okun          | Noam Okun          | 6           | 6           |  |  | Noam Okun      | Noam Okun          | Noam Okun          | 7                | 7                |   |   |              |              |              |              |              |  |
|  | Jan Minar          | Jan Minar          | Jan Minar          | 3           | 3           |  |  |                |                    |                    |                  |                  |   |   |              | Noam Okun    | Noam Okun    | 3            | 4            |  |
|  | Tejmuraz Gabašvili | Tejmuraz Gabašvili | Tejmuraz Gabašvili | 6           | 6           |  |  |                |                    | 7                  | Santiago Ventura | Santiago Ventura | 6 | 6 |              |              |              |              |              |  |
|  | Sadik Kadir        | Sadik Kadir        | Sadik Kadir        | 3           | 3           |  |  |                | Tejmuraz Gabašvili | Tejmuraz Gabašvili | 4                | 3                |   |   |              |              |              |              |              |  |
|  | 7                  | Santiago Ventura   | Santiago Ventura   | 7           | 7           |  |  | 7              | Santiago Ventura   | Santiago Ventura   | 6                | 6                |   |   |              |              |              |              |              |  |
|  |                    | Adam Feeney        | Adam Feeney        | 65          | 64          |  |  |                |                    |                    |                  |                  |   |   |              |              |              |              |              |  |

### Sezione 3
|  | Primo turno    | Primo turno        | Primo turno        | Primo turno | Primo turno |  |  | Secondo turno | Secondo turno   | Secondo turno  | Secondo turno  | Secondo turno  |   |   | Ultimo turno | Ultimo turno    | Ultimo turno    | Ultimo turno | Ultimo turno |  |
|  |                |                    |                    |             |             |  |  |               |                 |                |                |                |   |   |              |                 |                 |              |              |  |
|  | 3              | Jarkko Nieminen    | Jarkko Nieminen    | 4           | 5           |  |  |               |                 |                |                |                |   |   |              |                 |                 |              |              |  |
|  |                | Michael Ryderstedt | Michael Ryderstedt | 6           | 2r          |  |  | 3             | Jarkko Nieminen | 4              | 6              | 2              |   |   |              |                 |                 |              |              |  |
|  | Olivier Mutis  | Olivier Mutis      | 7                  | 2           | 6           |  |  |               | Olivier Mutis   | 6              | 0              | 0r             |   |   |              |                 |                 |              |              |  |
|  | Peter Luczak   | Peter Luczak       | 62                 | 6           | 3           |  |  |               |                 |                |                |                |   |   | 3            | Jarkko Nieminen | Jarkko Nieminen | 1            | 0            |  |
|  | Chris Guccione | Chris Guccione     | Chris Guccione     | 6           | 7           |  |  |               |                 | 8              | Arnaud Clément | Arnaud Clément | 6 | 6 |              |                 |                 |              |              |  |
|  | Andy Ram       | Andy Ram           | Andy Ram           | 3           | 6           |  |  |               | Chris Guccione  | Chris Guccione | 0              | 64             |   |   |              |                 |                 |              |              |  |
|  | 8              | Arnaud Clément     | Arnaud Clément     | 6           | 6           |  |  | 8             | Arnaud Clément  | Arnaud Clément | 6              | 7              |   |   |              |                 |                 |              |              |  |
|  |                | Marc López         | Marc López         | 2           | 2           |  |  |               |                 |                |                |                |   |   |              |                 |                 |              |              |  |

### Sezione 4
|  | Primo turno        | Primo turno         | Primo turno         | Primo turno | Primo turno |  |  | Secondo turno      | Secondo turno       | Secondo turno       | Secondo turno       | Secondo turno       |   |   | Ultimo turno | Ultimo turno | Ultimo turno | Ultimo turno | Ultimo turno |  |
|  |                    |                     |                     |             |             |  |  |                    |                     |                     |                     |                     |   |   |              |              |              |              |              |  |
|  |                    | Ivo Minář           | Ivo Minář           | 6           | 7           |  |  |                    |                     |                     |                     |                     |   |   |              |              |              |              |              |  |
|  | 4                  | Irakli Labadze      | Irakli Labadze      | 4           | 65          |  |  | Ivo Minář          | Ivo Minář           | Ivo Minář           | 6                   | 6                   |   |   |              |              |              |              |              |  |
|  | Alex Bogomolov Jr. | Alex Bogomolov Jr.  | 4                   | 6           | 6           |  |  | Alex Bogomolov Jr. | Alex Bogomolov Jr.  | Alex Bogomolov Jr.  | 1                   | 3                   |   |   |              |              |              |              |              |  |
|  | Marc Kimmich       | Marc Kimmich        | 6                   | 3           | 4           |  |  |                    |                     |                     |                     |                     |   |   |              | Ivo Minář    | Ivo Minář    | 6            | 6            |  |
|  | Andrew Derer       | Andrew Derer        | Andrew Derer        | 6           | 6           |  |  |                    |                     | 6                   | Jan-Michael Gambill | Jan-Michael Gambill | 3 | 2 |              |              |              |              |              |  |
|  | Jaymon Crabb       | Jaymon Crabb        | Jaymon Crabb        | 3           | 3           |  |  |                    | Andrew Derer        | Andrew Derer        | 4                   | 4                   |   |   |              |              |              |              |              |  |
|  | 6                  | Jan-Michael Gambill | Jan-Michael Gambill | 6           | 6           |  |  | 6                  | Jan-Michael Gambill | Jan-Michael Gambill | 6                   | 6                   |   |   |              |              |              |              |              |  |
|  |                    | Raphael Durek       | Raphael Durek       | 1           | 3           |  |  |                    |                     |                     |                     |                     |   |   |              |              |              |              |              |  |